# Социјалистичка Република Црна Гора
Социјалистичка Република Црна Гора (скраћено СР Црна Гора)  била је једна од шест република у саставу Социјалистичке Федеративне Републике Југославије (СФРЈ).
Настала је у току Народноослободилачког рата, формирањем Земаљског антифашистичког вијећа народног ослобођења Црне Горе и Боке (ЗАВНОЦГБ) на његовом Првом заседању у Колашину, 15 и 16. новембра 1943, који је на свом Трећем заседању, од 13. до 15. јула 1944. прерастао у Црногорску антифашистичку скупштину народног ослобођења (ЦАСНО). Формирање државе Црне Горе започело је након ослобођења Црне Горе од стране јединица НОВ и ПО Југославије, крајем исте године. На Четвртом заседању ЦАСНО на Цетињу, од 15. до 17. априла 1945. настала је Федерална Држава Црна Гора, у саставу Демократске Федералне Југославије (ДФЈ). Доношењем првог Устава, 31. децембра 1946. променила је назив у Народна Република Црна Гора, а у „социјалистичку републику” преименована је априла 1963, као и све југословенске републике. Водећу друштвено-политичку улогу у СР Црној Гори имао је Савез комуниста Црне Горе, а након првих вишепартијских избора, 2. августа 1991. промењен јој је назив у Република Црна Гора.
Била је најмања федерална јединица у СФРЈ, и по површини и по становништву. Главни град био је Титоград (данас Подгорица). Конститутиван народ су били Црногорци, а званична национална мањина Албанци (до пописа 1971. користио се назив Шиптари), али само у општинама у којима су представљали значајни део становништва.

## Историја
Током Другог свјетског рата, народи Црне Горе су 13. јула 1941. године подигли устанак против окупатора и домаћих издајника. Покушај окупатора да уз помоћ квислиншких елемената створи такозвану Независну Државу Црну Гору пропао је усљед народног отпора, након чега су на ослобођеним подручјима почели да настају нови органи народне власти. Средином 1944. године, конституисана је Црногорска антифашистичка скупштина народног ослобођења (ЦАСНО) чиме је постављена основа за успостављање Црне Горе као федералне јединице у саставу нове Југославије.

#### Уставна реформа
У раздобљу од 1989. до 1991. године, у Црној Гори је спроведена уставна реформа, која је започела 28. фебруара 1989. године, доношењем Амандмана XXIV-LXIII на Устав СР Црне Горе, а настављена је 31. јула 1990. године, доношењем Амандмана LXIV-LXXXIII на Устав СР Црне Горе. Уставним амандманима из 1989. и 1990. године означен је почетак корјените уставне реформе, а најзначајније промјене извршене су 2. августа 1991. године, доношењем Амандмана LXXXIV-CXV на Устав СР Црне Горе, чиме је означен крај постојања Социјалистичке Републике Црне Горе.

## Територијална подела
На три последња пописа становништва из 1971, 1981. и 1991. године, СР Црна Гора састојала се из 20 општина, и то:
- Бар, Бијело Поље, Будва, Даниловград, Жабљак, Иванград, Колашин, Котор, Мојковац, Никшић, Плав, Плужине, Пљевља, Рожаје, Тиват, Титоград, Улцињ, Херцег Нови, Цетиње и Шавник.

Називи одређених градова у време постојања СР Црне Горе:
- Иванград (по Ивану Милутиновићу) — данас Беране
- Титоград — данас Подгорица

## Функционери СР Црне Горе

### Председници
Функција председника Републике, односно председника Председништва СР Црне Горе уведена је тек Уставом из 1974. године, а пре тога је функцију шефа државе обављао председник Црногорске антифашистичке скупштине народног ослобођења, од 1944. до 1945. године, односно председник Президијума Народне скупштине, од 1945. до 1953. године. Након укидања ове функције, од 1953. до 1974. године функцију шефа државе је обављао председник Народне скупштине.
- Председник Земаљског антифашистичког вијећа народног ослобођења Црне Горе и Боке (ЗАВНОЦГБ) (1943−1944)
  - Нико Миљанић (15. новембар 1943 — 14. јул 1944)
- Председник Црногорске антифашистичке скупштине народног ослобођења (ЦАСНО) (1944−1945)
  - Нико Миљанић (14. јул 1944 — 15. април 1945)
- Председник Президијума Народне скупштине (1946−1947)
  - Милош Рашовић (15. април 1945 — 6. новембар 1950)
  - Никола Ковачевић (6. новембар 1950 — 4. фебруар 1953)
- Председник Народне скупштине (1953−1974)
  - Никола Ковачевић (4. фебруар 1953 — 15. децембар 1953)
  - Блажо Јовановић (15. децембар 1953 — 14. јул 1962)
  - Филип Бајковић (14. јул 1962 — 5. мај 1963)
  - Андрија Мугоша (5. мај 1963 — 5. мај 1967)
  - Вељко Милатовић (5. мај 1967 — 6. октобар 1969)
  - Видоје Жарковић (6. октобар 1969 — 6. мај 1974)
- Председник Председништва СР Црне Горе (1974−1991)
  - Вељко Милатовић (6. мај 1974 — 7. мај 1982)
  - Веселин Ђурановић (7. мај 1982 — 7. мај 1983)
  - Марко Орландић (7. мај 1983 — 7. мај 1984)
  - Мишо Влаховић (7. мај 1984 — 7. мај 1985)
  - Бранислав Шошкић (7. мај 1985 — 6. мај 1986)
  - Радивоје Брајовић (6. мај 1986 — 6. мај 1988)
  - Божина Ивановић (6. мај 1988 — 13. јануар 1989)
  - Слободан Симовић (вд) (13. јануар 1989 — 17. март 1989)
  - Бранко Костић (17. март 1989 — 23. децембар 1990)
  - Момир Булатовић (23. децембар 1990 — 2. август 1991)

### Председници владе
- Министар за Црну Гору у Привременој влади ДФЈ (1945)
  - Милован Ђилас (7. март 1945 — 17. април 1945)
- Председник владе (1945−1953)
  - Блажо Јовановић (17. април 1945 — 4. фебруар 1953)
- Председник Извршног већа (1953−1990)
  - Блажо Јовановић (4. фебруар 1953 — 16. децембар 1953)
  - Филип Бајковић (16. децембар 1953 — 12. јул 1962)
  - Ђорђије Пајковић (16. децембар 1962 — 25. јун 1963)
  - Веселин Ђурановић (25. јун 1963 — 8. децембар 1966)
  - Мијушко Шибалић (8. децембар 1966 — 5. мај 1967)
  - Видоје Жарковић (5. мај 1967 — 7. октобар 1969)
  - Жарко Булајић (7. октобар 1969 — 6. мај 1974)
  - Марко Орландић (6. мај 1974 — 28. април 1978)
  - Момчило Цемовић (28. април 1978 — 7. мај 1982)
  - Радивоје Брајовић (7. мај 1982 — 6. јун 1986)
  - Вуко Вукадиновић (6. јун 1986 — 29. март 1989)
  - Радоје Контић (29. март 1989 — 15. фебруар 1991)[3]